# 風間道太郎
風間 道太郎（かざま みちたろう、1901年6月6日 - 1988年8月25日）は、日本の平和運動家、伝記作家。
東京出身。第一高等学校、1928年東京帝国大学法学部法律学科卒業。太陽生命保険株式会社、谷村製鉄鉄工所、東京商工会議所、大政翼賛会、長野県鉄商工経済会などで勤めた。戦時中は大政翼賛会文化部副部長を務めるが、ほどなく退き農村生活を送る。戦後は、世界画報社や志摩書房の編集者、日本学園高等学校教諭などを歴任した。
大学で尾崎秀実と親しく、1946年尾崎の『愛情はふる星のごとく』を出版。新日本文学会に属し、平和運動家として活動しつつ、伝記などを書いた。

## 著書
- 『農村青年読書の栞』彰考書院 皇国農村建設叢書 1944
- 『家出をしないノラ　新女性ノート』正旗社 1948
- 『ある反逆 尾崎秀実の生涯』至誠堂 1959
- 『尾崎秀実伝』法政大学出版局 1968
- 『暗い夜の記念 戦中日暦』未来社 1981
- 『彼が出会った少年たち 高校教師二十五年』れんが書房新社 1983
- 『憂鬱な風景 人間画家・内田巌の生涯』影書房 1983
- 『キネマに生きる 評伝・岩崎昶』影書房 双書・人間の航跡 1987